# Lord Protector
Lord Protector és un títol britànic per als caps d'estat, amb dos significats i estils distints en diferents moments de la història.

## Regent reial feudal

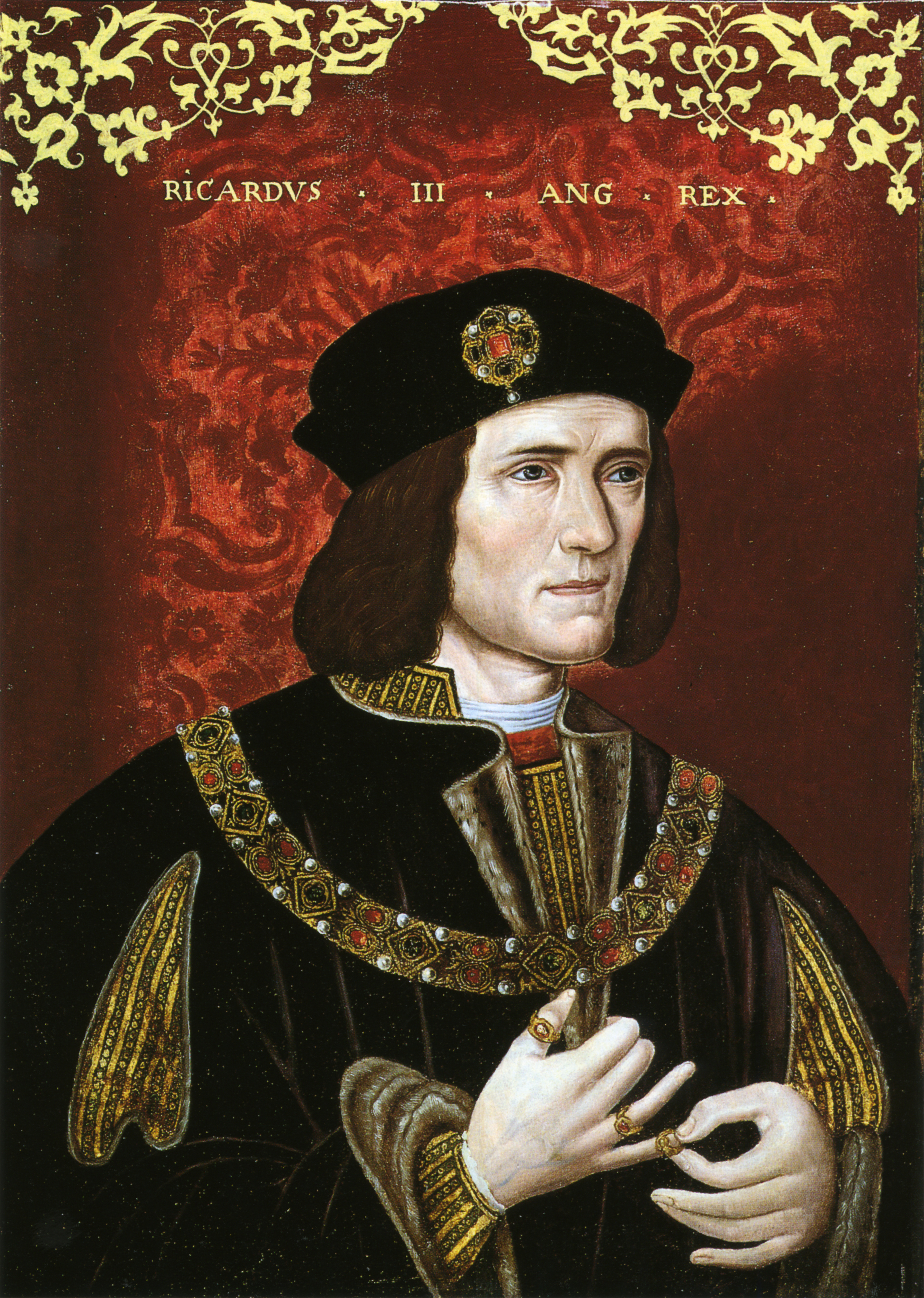
Ricard de Gloucester o Ricard III d'Anglaterra, Lord Protector entre abril i juny de 1483.

El títol de Lord Protector es va usar originalment per part de prínceps reials o altres nobles en l'exercici d'una regència individual (és a dir, que no formessin part d'un Consell de Regència) mentre el legítim rei d'Anglaterra fos menor d'edat o no estigués en situació de regnar.
Exemples notables d'aquest tipus de Lord Protector són: 
- al Regne d'Anglaterra:
  - Joan de Bedford i Humphrey de Gloucester, entre desembre de 1422 i novembre de 1429 durant la malaltia mental d'Enric VI.
  - Ricard Plantegenet en els períodes 1454-1455 i 1455-1456, durant la malaltia mental d'Enric VI.
  - Ricard de Gloucester, que va ser Lord Protector del regne entre abril i juny de 1483 durant el regnat nominal d'Eduard V abans d'usurpar el tron ell mateix.
  - Eduard Seymour, 1r Duc de Somerset, que va ser Lord Protector durant els primers anys de regnat del jove Eduard VI.

- al Regne d'Escòcia:
  - John Stuart, duc d'Albany, que fou Governador i Protector del Reialme entre 1515 i 1524 durant el regnat de Jaume V.
  - James Hamilton, que fou Governador i Protector del Reialme entre 1543 i 1554 durant el regnat de Maria d'Escòcia.

## La república de Cromwell

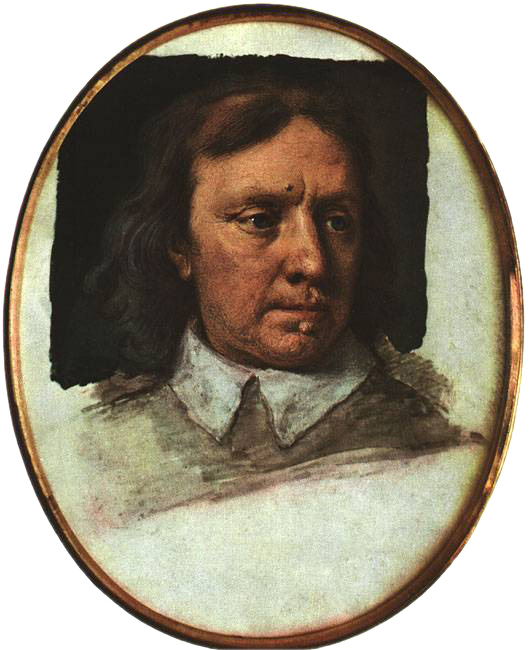
Oliver Cromwell

Lord Protector de la Commonwealth d'Anglaterra, Escòcia i Irlanda va ser el títol del cap de l'estat durant El Protectorat de l'Interregne anglès, just després del primer període de la Commonwealth d'Anglaterra sota el govern del Consell d'Estat anglès. El càrrec va ser ocupat per Oliver Cromwell (desembre de 1653 a setembre de 1658), i pel seu fill Richard Cromwell (setembre de 1658 a maig de 1659).
La Constitució republicana de 1653, coneguda amb el nom d'Instrument de Govern, establia que:
Oliver Cromwell, Capità General de les forces d'Anglaterra, Escòcia i Irlanda, ha de ser, i és per tant així declarat, Lord Protector de la Mancomunitat d'Anglaterra, Escòcia i Irlanda i els dominis que la formen, per a tota la vida.
L'any 1657 es redactà una nova constitució, anomenada Humble Petition and Advice ("Humil Petició i Consell"), va donar al Lord Protector el poder de nomenar al seu successor. Cromwell va escollir al major dels seus fills, el políticament inexpert Richard Cromwell. Aquest sistema de successió no representativa i de facto es va sumar a molts altres gestos, com les connotacions monàrquiques dels títols atorgats, la doble invocació (el 16 de desembre de 1653 i el 3 de setembre de 1658) del títol «Per la gràcia de Déu i la República Lord Protector de la Mancomunitat d'Anglaterra, Escòcia i Irlanda», i altres prerrogatives reials com la potestat de nomenar cavallers, així com els trets autoritaris del règim militaritzat. Aquests signes van convèncer a una part substancial de la població que la Guerra Civil regicida, que en teoria havia de sustentar al parlament enfront de la tirania reial i el protestantisme enfront del papisme dels Stuart, en realitat havia creat una república coronada fortament repressora, i fatalment incapaç de retornar al país la pau i la prosperitat.
El jove Cromwell, al succeir al seu pare a la seva mort al setembre de 1658, solament va conservar el càrrec durant vuit mesos abans d'haver de renunciar al mateix el maig de 1659. Aquest va ser l'inici del segon període de domini de la Commonwealth fins a la restauració de l'hereu de Carles I d'Anglaterra a l'exili, Carles II, al maig de 1660
El títol ha estat en desús des de llavors en qualsevol de les seves formes, i és improbable que sigui reutilitzat en el futur.